# Sherman (hrabstwo Clark)
Sherman – miasto w Stanach Zjednoczonych, w stanie Wisconsin, w hrabstwie Clark.